# 롱 웨이 다운
롱 웨이 다운(Long Way Down)은 BBC Two에서 2007년에 방송된 다큐멘터리 프로그램으로, 유언 맥그레거와 찰리 부어먼이 출연한다. 2007년 5월 12일부터 시작한 스코틀랜드의 존오그로츠부터 남아프리카 공화국의 케이프타운까지 모터사이클 여행을 다큐멘터리화한 것이다.